# Mariampol (województwo wielkopolskie)
Mariampol – kolonia w Polsce położona w województwie wielkopolskim, w powiecie kolskim, w gminie Kościelec.
W latach 1975–1998 miejscowość administracyjnie należała do województwa konińskiego.